# Emil Barell

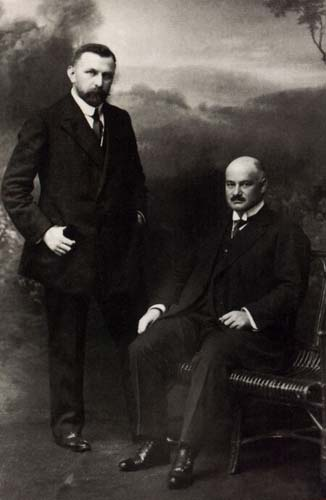
Emil Barell (links) und Fritz Hoffmann-La Roche 1898

Aktienzertifikat der F. Hoffmann La Roche & Co vom 3. Oktober 1950, signiert durch Emil Christoph Barell

Emil Christoph Barell (* 13. Januar 1874 in Schaffhausen, Schweiz; † 18. März 1953 in Basel) war ein Schweizer Chemiker und Unternehmer.

## Leben
Barell war der Sohn des Tuchhändlers Benjamin aus Gressoney-Saint-Jean (Aostatal) und der Anna Hügi. Nach dem Studium der Chemie an den Universitäten Zürich und Bern wurde Barell im Jahr 1896 von Fritz Hoffmann-La Roche in dessen neu gegründetem Chemie-Unternehmen F. Hoffmann-La Roche eingestellt, aus dem sich später der heutige Welt-Konzern „Roche“ entwickelt hat. Barell war über 56 Jahre in verschiedenen Positionen des Unternehmens tätig, zuletzt bis 1952 als Präsident des Verwaltungsrats. Barell war sehr an Architektur interessiert. Sein Privathaus liess er von Otto Rudolf Salvisberg bauen, der auch für die Firma tätig war.

## Stiftungen
Am 21. März 1947 gründete er in Basel gemeinsam mit seiner Firma „F. Hoffmann-La Roche & Co. AG“ die „Emil Barell-Stiftung zur Ausbildung von Chemie-Ingenieuren“ „mit besonderen Kenntnissen im Apparatebau (chemical-engineers) an der ETH Zürich“ mit einem Startkapital von SFR 500.000. Ausserdem gibt es mit Sitz in St. Gallen die „Emil und Viktoria Barell-Stiftung“, die jährlich einen Betrag von SFR 3.000 zur „Unterstützung von Organisationen zur Erziehung von Kindern und Betreuung von alten Leuten“ ausschüttet.

## Ehrungen
- Ehrendoktor (Dr. med. h. c.) der Universität Zürich
- Ehrendoktor (Dr. phil. h. c.) der Universität Basel
- Ehrendoktor (Dr. rer. pol. h. c.) der Universität Basel
- Ehrendoktor (Dr.-Ing. h. c.) der ETH Zürich
- Die Deutschland-Filiale in 79639 Grenzach-Wyhlen hat ihren Firmensitz in der Emil-Barell-Straße